# Église Saint-Blaise de L'Hôpital-Saint-Blaise
L'église Saint-Blaise de L'Hôpital-Saint-Blaise se situe sur la commune de L'Hôpital-Saint-Blaise, dans le département français des Pyrénées-Atlantiques. Sa construction date du XIIe siècle. Elle est classée monument historique le 3 mars 1888 et inscrite au patrimoine mondial par l'UNESCO en 1998 au titre des chemins de Saint-Jacques-de-Compostelle en France.

## Présentation
L'Hôpital Saint-Blaise (Ospital signifie « grande maison ») est une ancienne fondation hospitalière sur le chemin du piémont pyrénéen de Saint-Jacques de Compostelle. Ce sont les chanoines de l'abbaye Sainte-Christine du Somport qui bâtirent au milieu du XIIe siècle un « hôpital de miséricorde » dont ne subsiste que l'église. Des travaux de restauration ont révélé que la charpente était en grande partie d'origine.

## Architecture extérieure

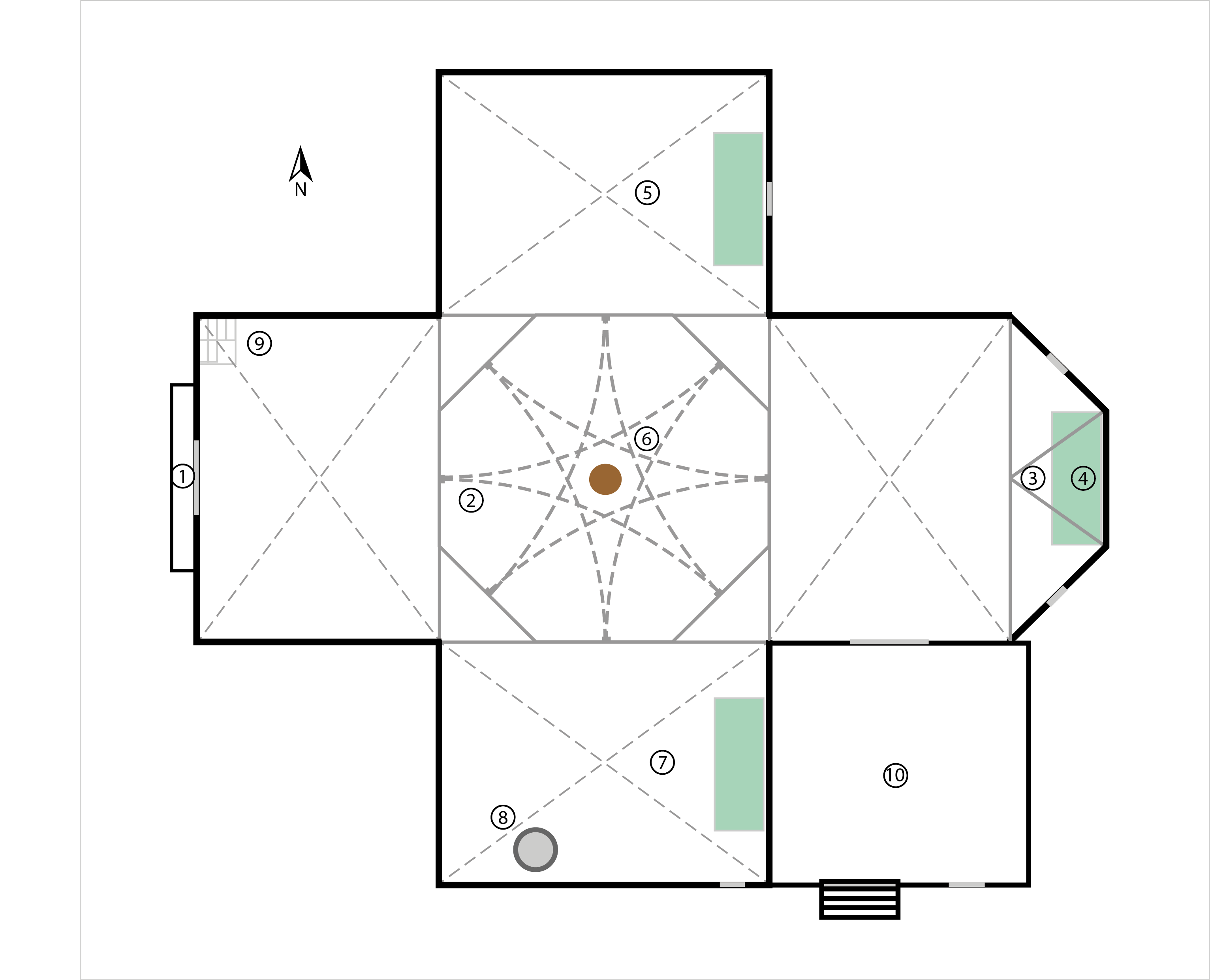
Plan de l’église.

L'église saint Blaise est construite suivant un plan formant une croix grecque dont une extrémité est allongée par une abside à pans coupés formée de trois arches remplies percée d'étroites fenêtres.
En son centre s'élève un clocher à double étage dont le plus large correspond, à l'intérieur, au dôme de la croisée du transept.
Les ouvertures les plus anciennes ont conservé leur claustra en pierre, influence du Califat de Lérida florissant tout au long du XIe siècle, de l'autre côté des Pyrénées.
L'édifice est protégé par une charpente en chêne, couverte de bardeaux d'acacia.
La façade est un simple mur qui s'appuie au nord sur une tour carrée, premier clocher, couvert d'une simple toiture à double pente.
Le portail (repère 1) en applique sur la façade occidentale est de style roman. Il comporte six archivoltes reposant, de chaque côté, sur quatre colonnes en arrière de la façade, le mur de façade et une colonne en avant. Les chapiteaux engagés sont ornés d'entrelacs végétaux et oiseaux mythiques, typiques de la fin du Moyen Âge. Au sommet, la corniche est supportée par une série de modillons.
Le tympan du portail est orné d'un christ en majesté entouré d'un tétramorphe de facture primitive, dont les sculptures sont très érodées. Au sud une sacristie (10) a été accolée à l'église proprement dite.

## Architecture intérieure
Le plan en croix grecque est tout aussi visible de l'intérieur.
La croisée du transept (2) est bordée par de grands arcs brisés à double arête, reposant sur des colonnes doubles. Elle est couverte par une coupole (6) dont les arcs croisés sont représentatifs de l'influence mauresque.
Tout autour, quatre travées dont des colonnes supportent des voûtes d'arêtes simples forment les branches de la croix. 
La travées est s'ouvre sur l'abside (repère 3) dont les pans correspondent aux trois arches extérieures du chevet.

## Mobilier

### Le maître autel
L'abside à pans coupés abrite un maître autel, de composition classique de ce côté-ci des Pyrénées :
- un autel-tombeau, en bois, décoré de guirlandes dorées (fin XVIIe siècle). Il est orné d'un macaron représentant l'assomption où le Christ regarde le Père, tout en haut du retable ;
- un tabernacle à ailes orné d'un Christ aux outrages, où sont représentés, sur le côté droit saint Paul prosélyte et gardien de la foi, et sur le côté gauche saint Pierre, chef de l'Église. En correspondance, le panneau de l'aile droite représente la « Gloire de Dieu » : un ange désigne Dieu auquel hommage est rendu par une fleur. Le panneau de l'aile gauche représente la  « Parole de Dieu » : l'ange désigne le Messie (le Christ du tabernacle) qui est venu témoigner sur terre. Au sommet du tabernacle, le crucifix rappelle le sacrifice de Jésus pour le rachat des péchés ;
- un retable dont le frontispice orné d'un « Dieu tout puissant » créateur du ciel et de la terre. Il repose sur deux colonnes représentant les piliers de la foi, l'Ancien et le Nouveau Testament. La vigne et les grappes de raisin qui les décorent en représentent les fruits. Sur les côtés, les tourbillons représentent la Genèse. Les palmes des côtés et au sommet les deux anges aux trompettes en chamade proclament le triomphe de la religion catholique (apostolique romaine).

Comme il est d'usage le trumeau est orné d'un tableau dédicatoire, ici saint Blaise, évêque et médecin.

### Les autels collatéraux
Le bras nord du transept abrite la chapelle du Sacré-Cœur(5), le bras sud la chapelle de saint Blaise(7). Dans chacune d'elles on trouve un autel-tombeau en bois, de même facture que maître autel, orné seulement d'une croix.

### La tribune
La première travée, à l'entrée est coupée à mi-hauteur par une tribune (9) en bois de châtaignier dont le poids est reporté sur deux poutres des chapelles latérales pour ne pas rétrécir la vue.
On y accède par un escalier au fond de la nef.

### Les fonts baptismaux
La cuve des fonts baptismaux (8) est creusée dans un cylindre de pierre (afin qu'ils ne puissent être renversés). Le couvercle, en cuivre est de facture récente.
Les fidèles se répartissent dans toutes les travées comme dans la tribune sur de simples bancs de bois.

### Pierres tombale de la famille Mercatbide
Dans un coin de la chapelle du Sacré-Cœur sont dressées deux pierres tombales préservées lors de la transformation de l'enclos paroissial. Il s'agit des pierres tombales de :
- Pierre Mercatbide, régent de l'église de l'Hôpital-Saint-Blaise ;
- Engrâce Cazenave, veuve de Daniel Mercatbide  (✝1744).

## Galerie

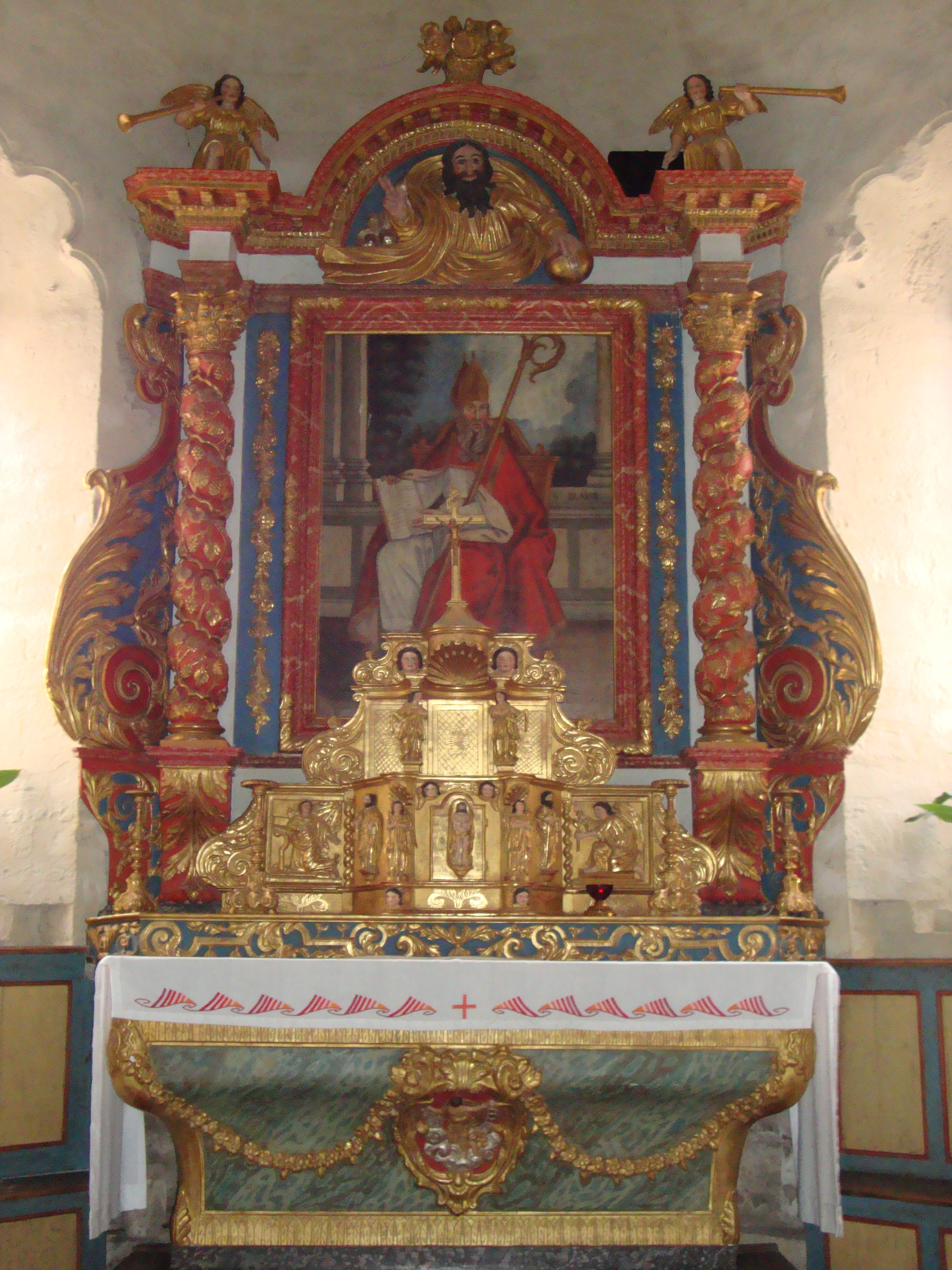
Le retable.
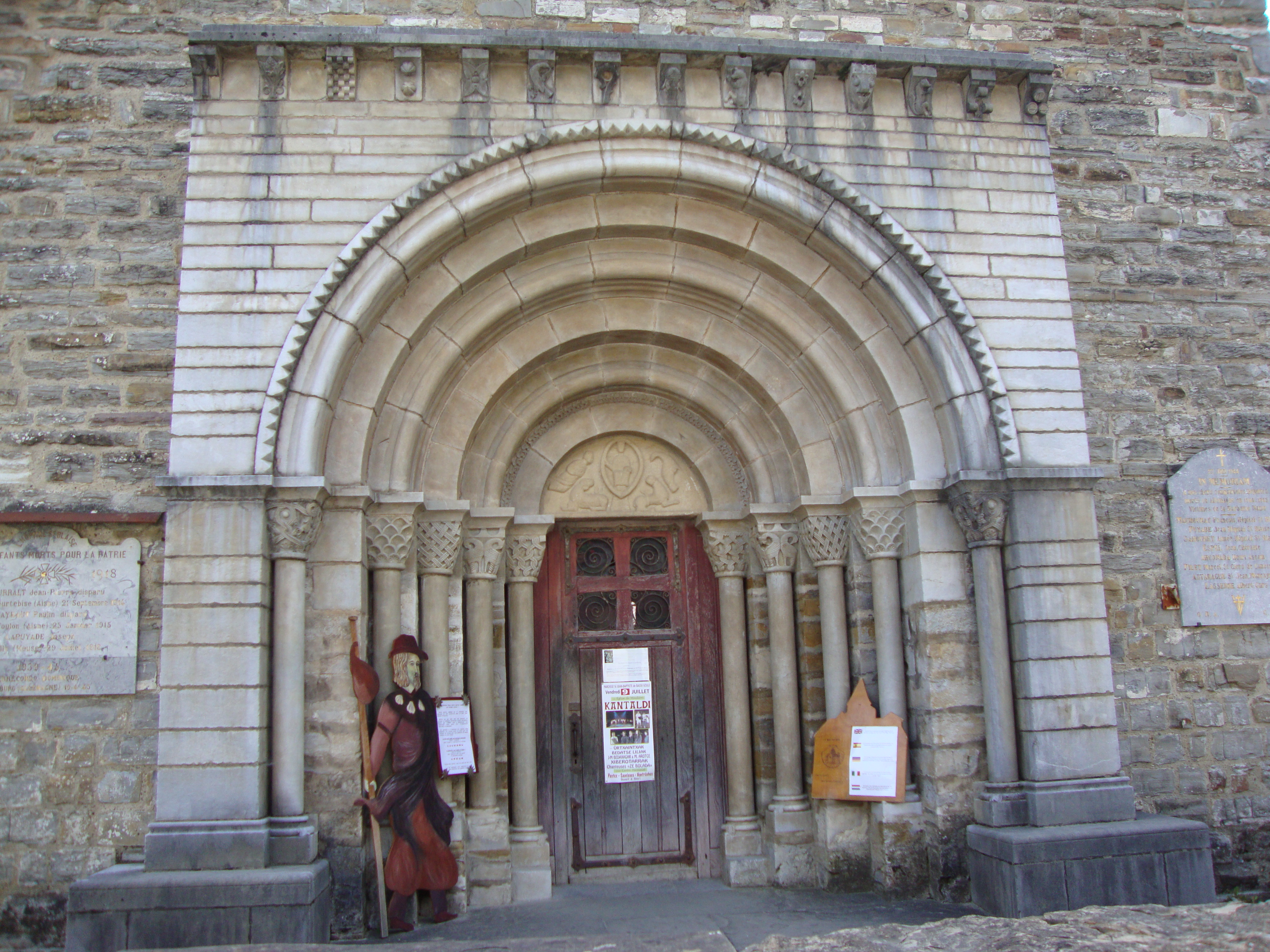
Le portail.
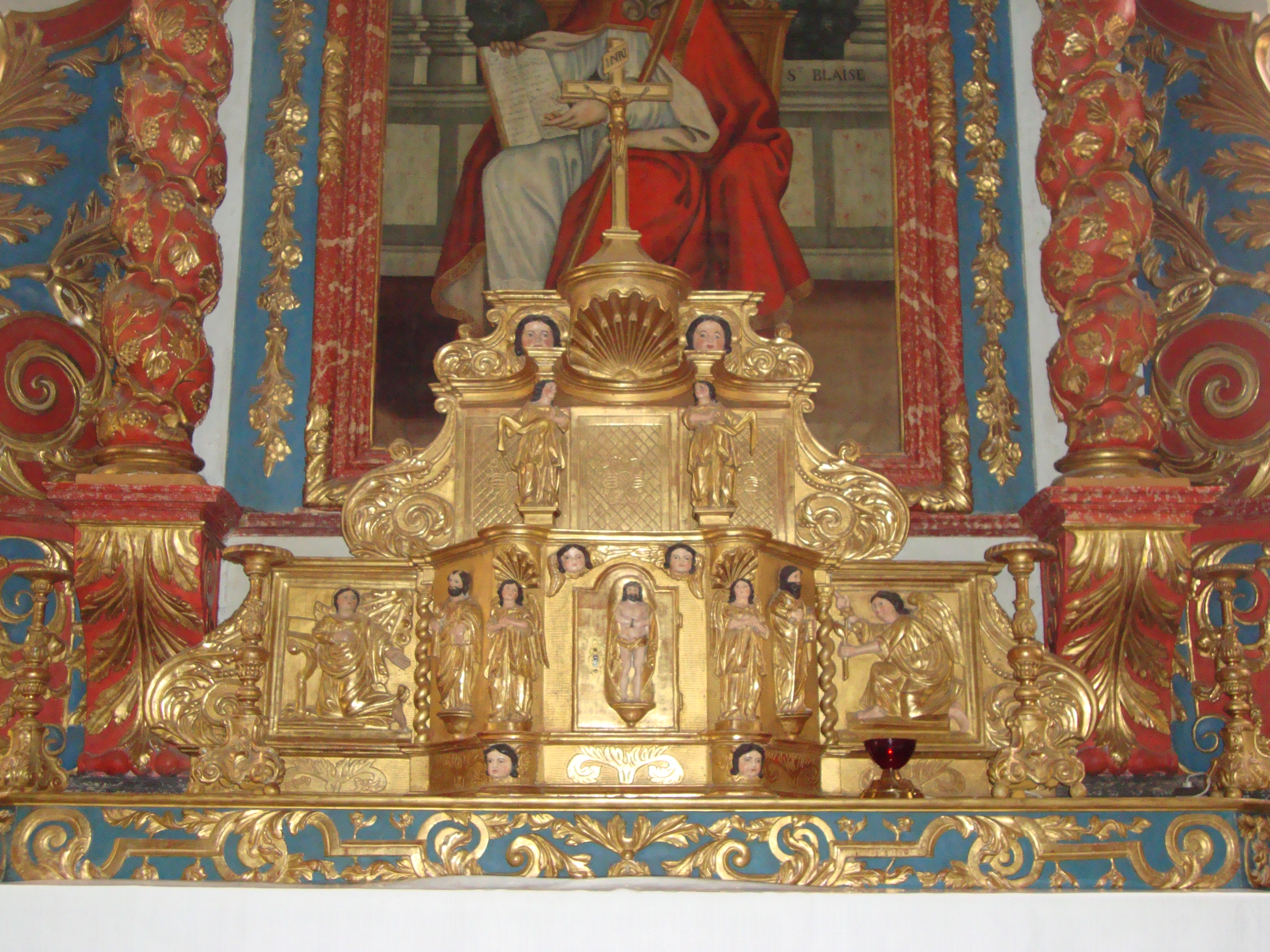
L'autel.